# Jean-Louis Gasset
Jean-Louis Gasset (* 9. Dezember 1953 in Montpellier) ist ein französischer Fußballtrainer sowie ehemaliger -spieler.

## Karriere

### Spieler
Seit mindestens der Saison 1975/76 spielte er für HSC Montpellier, wo er über seine gesamte Spielerlaufbahn aktiv war.

### Trainer
Zur Saison 1991/92 wurde er Co-Trainer beim HSC. Von 1998 bis November 1999 war er Cheftrainer und gewann mit dem Team den Intertoto Cup 1999. Nach knapp einem Jahr Pause wurde er Trainer beim Ligue 2-Klub SM Caen, wo er den Rest der laufenden Saison verbrachte.
Zur Saison 2001/02 wurde er Co-Trainer bei Paris Saint-Germain unter Luis Fernández, dem er zu Espanyol Barcelona folgte und auch unter dessen Nachfolger Javier Clemente ein Spiel Assistet war. Von Januar 2005 bis Mitte September 2006 war er Cheftrainer beim FC Istres.
Ab der Spielzeit 2007/08 wurde er wieder zum Trainerassistenten, diesmal unter Laurent Blanc bei Girondins Bordeaux. Nachdem Blanc im Sommer 2010 zum Trainer der französischen Nationalmannschaft berufen worden war, folgte er diesem. Ab Sommer 2012 bekam er bei Paris Saint-Germain ein weiteres Mal den Posten, erneut unter Blanc bis Ende Juni 2016.
Von Januar bis Mai 2017 war er erneut Cheftrainer bei Montpellier. Ab November zunächst als Co-Trainer tätig, war er ab Ende Dezember bis Ende der Saison 2018/19 Cheftrainer bei AS Saint-Étienne. Von August 2020 bis Juli 2021 war er zurück in Bordeaux, diesmal jedoch als Cheftrainer.
Am 20. Mai 2022 wurde er zum Trainer der Elfenbeinküste ernannt. Er folgt auf Patrice Beaumelle, dessen Vertrag am 6. April 2022 ausgelaufen ist. Dort wurde er nach der Vorrunde des Afrika-Cups 2024 im eigenen Land am 24. Januar 2024 entlassen, nachdem nur der dritte Platz belegt wurde und am letzten Spieltag gegen Äquatorialguinea mit 0:4 verloren wurde. Zum Zeitpunkt der Entlassung stand noch nicht fest, ob das Team ausgeschieden ist oder noch ins Achtelfinale einzieht.
Ende Februar 2024 übernahm er Olympique Marseille vom bisherigen Cheftrainer Gennaro Gattuso. Sein dortiges Engagement endete am 30. Juni desselben Jahres.
Im Oktober 2024 wurde er als Nachfolger von Michel Der Zakarian zum dritten Mal Cheftrainer beim HSC Montpellier. Bereits im April 2025 wurde die Zusammenarbeit beendet, nachdem er den Verein nicht aus der Abstiegszone befreien konnte.